# Euro (časopis)
Euro je český ekonomický týdeník (časopis) vycházející od 26. října 1998. Od března 2021 jej vydává vydavatelství New Look Media, jehož vlastníkem je Miloš Štěpař.
Vydavatelem týdeníku Euro byla dlouhou dobu společnost Euronews vlastněná skupinou PPF Petra Kellnera. V červnu 2012 vydavatelství Euronews koupilo nakladatelství Mladá fronta. Koncem roku 2019 týdeník opustila část redakce a založila týdeník Hrot. V listopadu 2020 týdeník nevyšel v tištěné podobě, dostal se do problémů v souvislosti s insolvencí svého vydavatele, společnosti Mladá fronta. V prosinci 2020 přestal na čas vycházet a vypnuty byly i jeho internetové stránky. V lednu 2021 týdeník Euro společně s celou online divizí koupila společnost Internet Info. Tištěný titul Euro následně prodala vydavatelství New Look Media, které začalo časopis Euro znovu vydávat v březnu 2021.

## Ocenění
Týdeník Euro je nositelem titulu Časopis roku 2010 v kategorii časopisů s prodaným nákladem od 15 do 25 tisíc kusů. Titul Časopis roku každoročně uděluje Unie vydavatelů.
V roce 2010 získalo Euro ocenění mezinárodní organizace Society for News Design v kategorii Nejlepší fotografie. Oceněna byla fotografie filmového režiséra Juraje Herze, kterou vytvořil fotograf Martin Pinkas.
Týdeník Euro v roce 2004 obdržel ocenění Nejlepší časopis roku 2004 v kategorii Odborné nebo B2B tituly, udělovanou Unií vydavatelů.
V roce 2018 získal reportér Jan Novotný Česko-německou novinářskou cenu za reportáž Demolice paměti.

## Kritika
Podle Martina Maříka a Jiřího Pšeničky se do roku 2012, kdy časopis vlastnil Petr Kellner, „stalo zakazování publikace některých textů v jistou dobu běžnou praxí“, mimo jiné „některých článků z oblasti bankovnictví, o společnosti Setuza, o majitelích českých porcelánek a skláren Radovanu Květovi a Janu Součkovi, o aktivitách bývalého kancléře Jiřího Weigla ve firmě Key Investments či o někdejším ministru informatiky Vladimíru Mlynářovi,“ pozdějším členu managementu PPF Petra Kelnera, a „Podobné „zásahy" jsou spojovány také s podnikateli Jaromírem Soukupem a Františkem Savovem. U Soukupa, který souběžně (a ve světě neobvykle) vlastní i mediální agenturu Médea, to platilo už když skrytě ovládal ekonomický týdeník Profit.“. Známý pražský advokát Jan Souček a podnikatel Radovan Květ – někdejší zaměstnanec podniku zahraničního obchodu Keramika, kteří vlastnili společnosti České sklo, Porcela Plus, Crystalex a v 90. letech se otevřeně hlásili k vlastnictví hotelu Grandhotel Pupp, kde byl advokát Jan Souček také více než 20 let právním zástupcem.
Bývalý redaktor týdeníku David Tramba koncem roku 2019 uvedl, že jedním z důvodu jeho přechodu do týdeníku Hrot bylo prodávání článků a rozhovorů a velké množství PR článků. To však odmítl tehdejší šéfreportér Jan Novotný, podle něhož byla „inzerce v Euru na rozdíl od řady jiných médií pečlivě označována”.